# Henry Blossom
Henry Martyn Blossom Jr. (10 de mayo de 1866 - 23 de marzo de 1919) fue un escritor, dramaturgo, novelista, libretista de ópera y letrista estadounidense. Obtuvo amplia atención por primera vez con su segunda novela, "Checkers: A Hard Luck Story" (1896), que Blossom adaptó con éxito en una obra de teatro de Broadway en 1903 titulada "Checkers". Fue la primera obra teatral de Blossom y su primer éxito crítico en el teatro. La obra, a su vez, fue adaptada por otros creativos en dos películas mudas, una en 1913 y otra en 1919, y sirvió de base para el musical de Broadway de 1920 "Honey Girl". "Checkers" fue seguido rápidamente por el primer éxito crítico de Blossom como letrista, la ópera cómica "The Yankee Consul" (1903), en la que colaboró con su compatriota y compositor residente de Saint Louis, Alfred G. Robyn. Esta obra también fue adaptada en una película muda en 1921. Más tarde, colaboró nuevamente con Robyn escribiendo el libreto y las letras para su musical de 1912 "All for the Ladies".
Blossom tuvo una larga y fructífera colaboración como libretista del compositor de operetas Victor Herbert. Comenzó su colaboración con Herbert con "Mlle. Modiste" (1905). Esto fue seguido por varias otras operetas, de las cuales las más conocidas son "The Red Mill" (1906), "The Princess Pat" (1915) y "Eileen" (1917). Para el musical de 1916 "The Century Girl", tanto él como Herbert colaboraron con el compositor Irving Berlin. También colaboró con Herbert en los musicales "The Only Girl" (1914) y "The Velvet Lady" (1919). Esta última obra se estrenó poco antes de la muerte de Blossom en 1919 y marcó su colaboración final. Varias de sus obras han sido adaptadas al cine.
Blossom también escribió las letras y los libros para musicales de Broadway realizados con compositores como Leslie Stuart, Raymond Hubbell y Zoel Parenteau. También estuvo involucrado en varios espectáculos que no llegaron a Broadway.

## Biografía
Nacido en St. Louis, Missouri, Blossom era hijo de Henry Martyn Blossom y Susan S. Blossom. Fue educado en la Escuela Stoddard en Saint Louis y trabajó para la compañía de seguros de su padre antes de seguir una carrera como escritor. Sus primeras obras publicadas fueron cuentos en revistas estadounidenses. En 1893 se publicó su primera novela, "Documents in Evidence". Su segunda novela, "Checkers: A Hard Luck Story", se publicó en 1896. La trama involucra una historia de amor sobre un hombre que intenta ganar la aprobación de su futuro suegro mientras enfrenta obstáculos en su carrera y trata de distanciarse del juego y las carreras de caballos. La adaptó en una exitosa obra teatral protagonizada por Thomas W. Ross. Posteriormente, fue adaptada en dos películas mudas tituladas "Checkers". La primera película de 1913 utilizó un guion de Eustace Hale Ball y Lawrence McGill, y fue dirigida por Augustus Thomas. La segunda película, "Checkers", se estrenó en 1919. Una segunda obra de teatro de Blossom, "A Fair Exchange", llegó a Broadway en 1905.
El primer proyecto de Blossom como libretista fue para la ópera cómica de 1903 "The Yankee Consul", que creó en colaboración con su compatriota residente de Saint Louis y compositor Alfred G. Robyn. Esta obra se estrenó en Boston el 21 de septiembre de 1903 en el Teatro Tremont en una producción producida por el impresario de ópera de Boston, Henry Wilson Savage. La obra llegó a Broadway en 1904 y fue un tremendo éxito crítico para su protagonista, Raymond Hitchcock, en el papel de Abijah Booze. Blossom colaboró más tarde con Robyn en el musical de Broadway de 1912 "All for the Ladies", para el cual escribió tanto el libreto como las letras. Su primer musical, "The Slim Princess", había debutado el año anterior y fue creado en colaboración con el compositor Leslie Stuart.
Si bien Blossom trabajó con varios compositores durante su carrera, su asociación más frecuente y fructífera fue con el compositor Victor Herbert, con quien creó varias operetas ligeras populares. Estas incluyen "Mlle. Modiste" (1905), "The Red Mill" (1906), "The Princess Pat" (1915) y "Eileen" (1917). Aunque musicalmente más cercanas a la ópera o la opereta que al teatro musical, algunas de estas obras utilizaron una estructura dramática más relacionada con el musical estadounidense, "fusionando elementos de la ópera cómica en un marco de comedia musical". La pareja también creó la "farsa musical" "The Only Girl" y colaboró con Irving Berlin en el musical de 1916 "The Century Girl". También escribieron las canciones "It's Not the Uniform That Makes the Man" con A. Baldwin Sloane en 1917 y "I Want to Go Back to the War" con Percival Knight (la música fue de Raymond Hubbell) en 1919. Varias de sus obras fueron adaptadas al cine, incluida "Mlle. Modiste", que fue la base para la película "Kiss Me Again" (1931).
Blossom también estuvo involucrado en varios espectáculos que no llegaron a Broadway. Murió de neumonía en la Ciudad de Nueva York a la edad de 53 años. Miembro de The Lambs, su servicio fúnebre fue organizado por esa organización.

## Lista parcial de obras

### Musicales
- 1911: "La princesa delgada" - The Slim Princess. [11]
- 1912: "El hombre de Cook's" - The Man from Cook's. [17]
- 1912: "Todo por las damas" - All for the Ladies.[10]
- 1914: "La única chica" - The Only Girl. [14]
- 1916: "La chica del siglo" - The Century Girl. [18]
- 1917: "Señorita 1917" - Miss 1917.[19]
- 1918: "Sigue a la chica" - Follow the Girl. [20]
- 1919: "La dama de terciopelo" - The Velvet Lady
- 1980: "Tintypes" (revista con música y letras de Blossom)

### Novelas
- 1893: "Documentos en evidencia" - Documents in Evidence. [4]
- 1896: "Checkers: Una historia de mala suerte" - Checkers: A Hard Luck Story. [21]

### Obras de teatro
- 1903: "Checkers" - Checkers. [8]
- 1905: "Un trueque justo" - A Fair Exchange

### Óperas y operetas
- 1903: "El cónsul Yankee" - The Yankee Consul.
- 1905: "Mlle. Modiste" - Mlle. Modiste (libreto).[22]
- 1906: "El molino rojo" - The Red Mill (libro y letras)[22]
- 1908: "La prima donna" - The Prima Donna.[22]
- 1911: "Barón Trenck" - Baron Trenck (estreno en Londres; producción de Broadway en 1912).[23]
- 1915: "La princesa Pat" - The Princess Pat (libro y letras).[24]
- 1917: "Eileen" - Eileen (letras).[24]